# Selja (Tori)
Pour les articles homonymes, voir Selja.
Selja est un village de la commune de Tori du comté de Pärnu en Estonie.
Au 31 décembre 2011, il compte 295 habitants.